# Me’Lisa Barber
Me’Lisa Barber (* 4. Oktober 1980 in Livingston, New Jersey) ist eine US-amerikanische Sprinterin.
Barber begann ihre Karriere als 200- und 400-Meter-Läuferin. Ihr größter Erfolg über 400 Meter war der Gewinn der Goldmedaille mit der US-amerikanischen 4-mal-400-Meter-Staffel bei den Weltmeisterschaften 2003 in Paris/Saint-Denis. Nachdem sie sich nicht für die US-Ausscheidungskämpfe zu den Olympischen Spielen 2004 in Athen über 200 und 400 Meter qualifizieren konnte, wechselte sie 2005 auf die 100-Meter-Strecke und wurde auf Anhieb US-amerikanische Meisterin. Bei den Weltmeisterschaften 2005 in Helsinki wurde sie über 100 Meter Fünfte und gewann die Goldmedaille mit der 4-mal-100-Meter-Staffel. Bei den Hallenweltmeisterschaften 2006 in Moskau gewann sie Gold im 60-Meter-Lauf.
Barber arbeitet vereinzelt als Model für Damenmode. Ihre Zwillingsschwester Mikele ist ebenfalls eine erfolgreiche Leichtathletin.

## Persönliche Bestleistungen
- 100 m: 10,95 s, 20. Mai 2007, Carson
- 200 m: 22,37 s, 26. Juni 2005, Carson
- 400 m: 50,87 s, 1. Juni 2002, Baton Rouge